# 舍伍德鎮區 (密歇根州)
舍伍德鎮區（英語：Sherwood Township）是一個位於美國密歇根州布蘭奇縣的鎮。

## 人口
根據2020年美國人口普查的數據，舍伍德鎮區的面積為93.60平方千米，當中陸地面積為89.70平方千米，而水域面積為3.90平方千米。當地共有人口1959人，而人口密度為每平方千米21人。